# Харламенко Ганна Харлампіївна
Ганна Харламенко (рум. Ana Harlamenco; нар. 15 липня 1960, Комрат) — гагаузька журналістка та молдовський політик, яка з 2008 по 2012 рік обіймала посаду голови Народних зборів Гагаузії.

## Політична діяльність
Ана Харламенко народилася 15 липня 1960 року в місті Комрат. Після закінчення середньої школи № 6 у Комраті в 1976 році навчалася в Інституті мистецтв імені Гавриїла Музическу в Кишиневі (1979-1983), за спеціальністю керівник культури. Згодом навчалася в Міжнародній академії економіки та права за спеціальністю «журналістика» (1996-1998).
Після закінчення технікуму працювала журналістом-кореспондентом газети «Ленинское слово» (1984-1989). З проявом сепаратистських тенденцій у Гагаузії Ганна Харламенко стала директором телестанції «Гагауз ТБ» (1990-2000). Паралельно в 1996-1998 роках обіймала посаду прес-секретаря Виконкому Гагаузії.
Протягом 2001-2006 років викладала у Державному університеті Комрата. У цей період також працювала заступником директора Комратської спортивної вищої школи (2002-2003) і заступником директора Гагаузької адміністрації у справах молоді та спорту (2003-2004). З 2005 року Ганна Харламенко працює головним редактором газети «Capitala Comrat». У 2007 році обрана найкращим журналістом Молдови.
На виборах від 16 березня 2008 року Ганна Харламенко виступала як незалежний кандидат в окрузі Комрат III, отримавши 1,009 голосів у першому раунді (тобто 43,38%), порівняно з головним опонентом. У другому турі голосування 30 березня 2008 року набрала 1423 голоси (62,22%), тоді як за Бориса Новака проголосували 864 виборці (37,78%).
Після чотирьох невдалих виборів на посаду керівника законодавчого органу Гагаузії, в результаті перегрупування депутатів, 31 липня 2008 року всі 30 присутніх на засіданні депутатів Народних зборів обрали депутата Ганну Харламенко головою Народних зборів Гагаузії, одна з двох посад віце-президента дісталася лідеру комуністів автономії, Дем'яну Карасені, а другий – депутату Олені Коваленко від руху «Равноправіє».

## Зовнішні посилання
- Біографія російською мовою на веб-сайті Gagauzia.md [Архівовано 2008-09-22 у Wayback Machine.]